# Centro comercial Centro Mayor
El centro comercial Centro Mayor es un centro comercial ubicado en la localidad de Antonio Nariño, al sur de Bogotá. Es el centro comercial más grande de Colombia, el segundo en América del Sur y el sexto de América después del Centro Santa Fe de la Ciudad de México, Leste Aricanduva, en São Paulo  , West Edmonton Mall en Edmonton, Albrook Mall, en Panamá, y el Mall of America en Minneapolis. Se encuentra enlazado a la estación de TransMilenio, NQS Calle 38 A Sur. El proyecto fue realizado por la Organización Luis Carlos Sarmiento  en asociación con las firmas Ospinas & Cia, Contexto Urbano y Arquitectura y Concreto.

## Historia

### Construcción
Se inició su construcción en febrero de 2008 y abrió sus puertas el 26 de marzo de 2010. Inicialmente el tamaño proyectado era menor, pero por la demanda de locales, ya que en la zona no había centros comerciales de estas características, se decidió agrandar el proyecto. Así fue como de 8 salas de cine se pasó a 14 pasando a ser el multiplex de Cine Colombia más grande del país. Se convirtió en el primer gran centro comercial del sur de la ciudad, estos solían estar en el norte y occidente. La inversión aproximada fue de 280 mil millones de pesos. El día de su inauguración recibió a cerca de 200 mil visitantes.

### Ampliación
Luego de 2 años de su apertura el centro comercial realizó obras de ampliación. La valla de socialización de obra indicaba que era una construcción de 5 pisos y un sótano cuya distribución era: el sótano y los pisos 4 y 5 dedicados a 291 parqueaderos; y los pisos 1, 2 y 3 ocupados por un local de escala metropolitana que se adjunta al centro comercial en cada uno de los pisos. El tiempo de la licencia indicaba una construcción en 24 meses y máximo 45.
El 28 de abril de 2013 se puso en funcionamiento la tienda Ripley ocupando toda el área construida de 52 000 m², en la ampliación del centro comercial. Esta tienda Ripley fue la segunda que se inauguró en el país, después de la que se encontraba ubicada en el Centro comercial Mallplaza NQS. Sin embargo, a principios del 2016 la cadena Ripley desmontó todas sus tiendas en el país, incluyendo la que se encontraba en el centro comercial Centro Mayor dejando así la ampliación sin funcionamiento y desocupada.

### Cierre temporal
En la noche del 3 de enero de 2014, la Secretaría de Salud de Bogotá ordenó el cierre temporal del centro comercial porque se encontraron deficiencias sanitarias en las baterías de baños y en una de las plazoletas de comidas. Según el Secretario de Salud, el centro comercial solo podía volver a abrir al público cuando se verificara que las anomalías encontradas se solucionaran y se atendieran las quejas de los clientes que habían presentado meses antes de que la institución sanitaria tomara la medida de cierre. En la tarde del 4 de enero de 2014 el Centro Regulador de Urgencias y Emergencias revisó de nuevo las instalaciones y autorizó la apertura al público en la noche del mismo día dado que se hicieron las reparaciones en el sistema sanitario que llevaron al cierre.

## Arquitectura

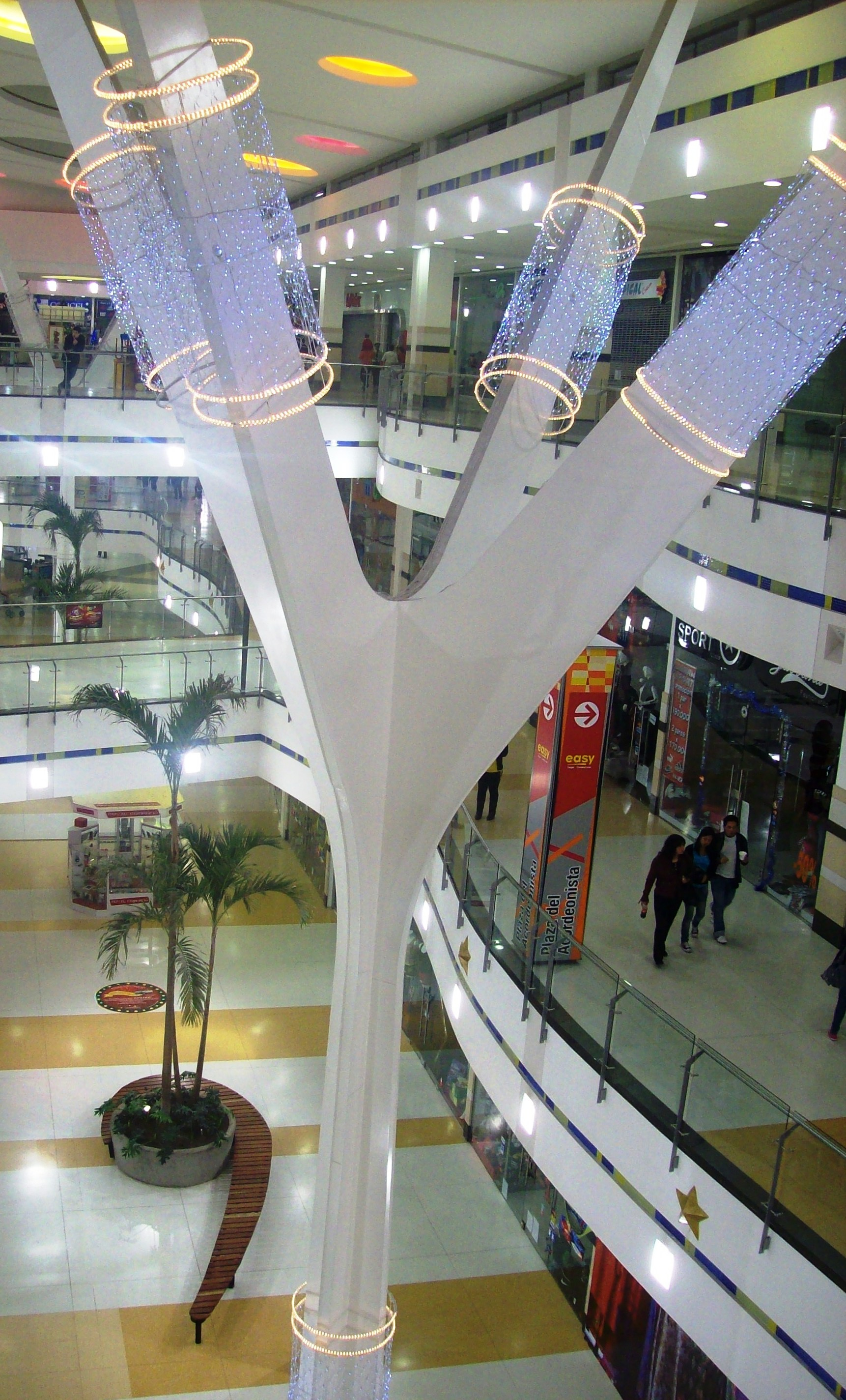
Columna del centro comercial.

El centro comercial cuenta con una disposición especial en su interior. Tiene una temática circense adoptada en su estructura y en su decoración. En cuanto a responsabilidad ambiental, su arquitectura bioclimática aprovecha los recursos climáticos (sol, lluvia, vientos) para disminuir los impactos ambientales y reducir el consumo de energía. Cada una de las plazoletas en las que se divide el establecimiento tienen por nombre el de algún personaje circense y tienen en ellas esculturas de más de cuatro metros alusivas a dichos personajes:
- Plaza del Acordeonista
- Plaza del Mago
- Plaza del Contorsionista
- Plaza del Malabarista
- Plaza del Equilibrista
- Plaza del Payaso
- Plaza del Trapecista (Plaza principal)

La forma de las columnas recuerdan aquellas que sostienen las carpas de los circos en su parte central, y los pasillos toman formas curvas en sus partes externas y visibles, abandonando las formas rectas que adoptan algunas edificaciones similares en el sector y en la ciudad.
La plaza del Trapecista fue diseñada y construida de tal manera que también funcionara como una plaza de eventos donde se realizan eventos sociales y públicos, tiene capacidad para cerca de 1000 personas de pie, sirve también como punto de encuentro en caso de alguna emergencia.